# Nikolauskirche (Zweiflingen)

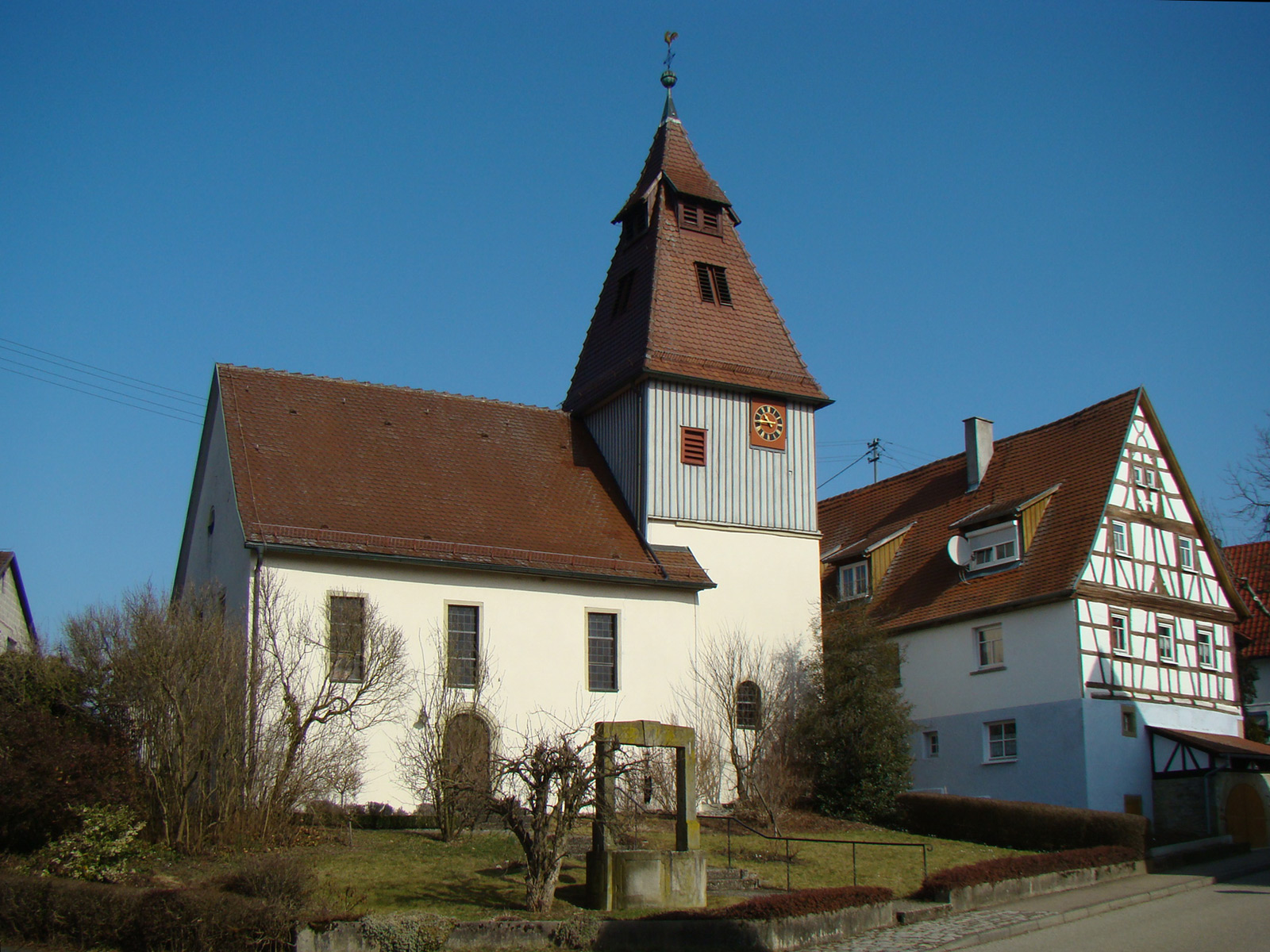
Nikolauskirche in Zweiflingen

Die evangelische Nikolauskirche steht in Zweiflingen, einer Gemeinde im Hohenlohekreis von Baden-Württemberg. Das Bauwerk ist beim Landesamt für Denkmalpflege Baden-Württemberg als Baudenkmal eingetragen. Die Kirchengemeinde gehört zur Gesamtkirchengemeinde Orendelsall im Kirchenbezirk Öhringen der Evangelischen Landeskirche in Württemberg. Namensgeber der Kirche ist Nikolaus von Myra.

## Beschreibung
Die Saalkirche besteht aus einem im Kern romanischen Chorturm und einem Langhaus im Westen, das 1885 neu errichtet wurde. Der Chorturm wurde später mit einem mit Brettern verkleideten Geschoss aufgestockt, das die Turmuhr und den Glockenstuhl mit drei Kirchenglocken beherbergt, und mit einem Pyramidendach bedeckt. 
Der Innenraum des Chors, also das Erdgeschoss des Chorturms, ist mit einem Tonnengewölbe überspannt. In ihm befinden sich verblasste Medaillons mit den Evangelistensymbolen.